# Ретавское самоуправление
Рета́вское самоуправление (лит. Rietavo savivaldybė) — муниципальное образование в Тельшяйском уезде Литвы. Образовано в 2000 году из части Плунгеского района в результате реформы самоуправления.

## Населённые пункты
- 1 город — Ретавас;
- 1 местечко — Тверай;
- 104 деревни.

Численность населения (2001):
- Ретавас — 3979
- Твярай — 680
- Сауслаукис — 543
- Даугедай — 449
- Лабарджяй — 396
- Медингенай — 396
- Ватушяй — 382
- Пелайчяй — 362
- Гилиогирис — 253
- Будрикяй — 186

## Административное деление
Ретавское самоуправление подразделяется на 5 староств:
- Даугедайское (лит. Daugėdų seniūnija; адм. центр: Даугедай)
- Медингенайское (лит. Medingėnų seniūnija; адм. центр: Медингенай)
- Ретавское (лит. Rietavo seniūnija; адм. центр: Ретавас)
- Ретавское городское (лит. Rietavo miesto seniūnija; адм. центр: Ретавас)
- Тверайское (лит. Tverų seniūnija; адм. центр: Твярай)

## Достопримечательности
- Возле дер. Лопайчяй (lt:Lopaičiai) - Lopaičių miškas и известный Лопайчяйский курган (lt:Lopaičių piliakalnis)
- Ландшафтный заповедник Рушкис (lt:Ruškio kraštovaizdžio draustinis) — охраняемая территория (ландшафтный заповедник), в 3 км от г. Твярай